# Teashark
«Teashark»  — браузер  для мобільних телефонів, розроблений компанією «Teashark». Робота відбувається за допомогою спеціального проксі-сервера, що перетворює Web-сторінки для перегляду на маленькому екрані і що зменшує розмір переданих по мережі даних. 
Браузер підтримує перегляд вебсторінок з підтримкою Cookies, технологію RSS, поворот екрану. Відмінною особливістю браузера є двоступеневий зум сторінок, що приходять у вигляді, аналогічному комп'ютерному, кольорове оформлення закладок, скриншоти сторінок в історії відвідувань.
Працює через проміжний сервер, розташований у США (зараз не функціонує).
Браузер доступний англійською мовою.
Сайт браузера недоступний, зараз у сайту інший власник. Новин не було з початку 2010 року. Проєкт, мабуть, покинутий. 
У липні 2011 було відмічено, що домен був викуплений кіберсквотером, який відновив копію сайту з Вебархіву — посилання на завантаження не працездатні, блог датований 2007 роком, сам сайт не раніше 2008.